# Cranichis subumbellata
Cranichis subumbellata är en orkidéart som beskrevs av Achille Richard och Henri Guillaume Galeotti. Cranichis subumbellata ingår i släktet Cranichis, och familjen orkidéer. Inga underarter finns listade i Catalogue of Life.